# روئين
روئين (بالفارسية: رویین) هي قرية تقع في قسم روئين الريفي (مقاطعة إسفراين) في إيران. يقدر عدد سكانها بـ 2,604 نسمة .